# Ligue des champions féminine de l'EHF 2023-2024
Navigation
2022-2023 2024-2025
La saison 2023-2024 de la Ligue des champions féminine de l'EHF est la 63e édition de la compétition, anciennement Coupe d'Europe des clubs champions. Organisée par l'EHF, elle met aux prises 16 équipes européennes. Elle se déroule du 9 septembre 2023 au 2 juin 2024. Les Vipers Kristiansand sont les champions en titre.
La compétition est remportée pour la sixième fois par le club hongrois du Győri ETO KC, vainqueur en finale des Allemandes du SG BBM Bietigheim. Le club danois du Team Esbjerg prend la troisième place aux dépens du Metz Handball.

## Présentation

### Formule
La formule est identique à celle de la saison précédente.

### Modalités
La compétition commence par une phase de groupes où les équipes sont réparties en deux groupes, A et B, de huit équipes. Les matchs sont joués dans un système de championnat avec des matchs à domicile et à l'extérieur. Les six meilleures équipes de chaque groupe se qualifient pour la suite de la compétition : les équipes classées du 3e au 6e rang jouent les barrages et les vainqueurs et deuxièmes de groupe accèdent directement aux quarts de finale.
La phase à élimination directe comprend quatre tours : les barrages (ou huitièmes de finale), les quarts de finale et une finale à quatre comprenant deux demi-finales et la finale. En barrages, le 3e d'un groupe affronte le 6e de l'autre groupe en matchs aller-retour et 4es et 5es en font de même, le mieux classé des deux lors de la phase de poule ayant le privilège de jouer le match retour à domicile. Les quatre vainqueurs de ces barrages rejoignent en quarts de finale les vainqueurs et deuxièmes de groupe suivant le tableau prédéfini. Pour la finale à quatre, un tirage au sort détermine les oppositions en demi-finales.

### Attribution des places
À compter de cette saison, l'EHF a décidé de séparer les classements des trois coupes d'Europe. Ainsi, le classement dépend uniquement des résultats des clubs de la fédération dans cette compétition entre la saison 2019-2020 et la saison 2021-2022 :
- Les fédérations classées jusqu'au 9e rang voient leur champion national se qualifier pour la phase de groupes et peuvent demander jusqu'à deux wildcards.
- La fédération qui a remporté la Ligue européenne la saison précédente peut voir son champion se qualifier pour la phase de groupes et son vice-champion postuler pour une wildcard.
- Les fédérations au delà du 9e rang peuvent demander à leur champion national de demander une wildcard.

Ainsi les classements pour la saison 2023-2024 sont :
| Rang | Championnat | Coeff. | Places   | Places |
| Rang | Championnat | Coeff. | Attribué | Réel   |
| ---- | ----------- | ------ | -------- | ------ |
| 1    | Norvège     | 185,67 | 1        | 1      |
| 2    | Hongrie     | 172,33 | 1        | 3      |
| 3    | France      | 168,33 | 1        | 2      |
| 4    | Russie      | 139,00 | 1        | 0      |
| 5    | Danemark    | 127,00 | 1        | 3      |
| 6    | Roumanie    | 124,00 | 1        | 2      |

| Rang                                | Championnat | Coeff. | Places   | Places |
| Rang                                | Championnat | Coeff. | Attribué | Réel   |
| ----------------------------------- | ----------- | ------ | -------- | ------ |
| 7                                   | Monténégro  | 95,00  | 1        | 1      |
| 8                                   | Slovénie    | 84,67  | 1        | 1      |
| 9                                   | Allemagne   | 64,67  | 1        | 1      |
| 10                                  | Suède       | 53,50  | 0        | 1      |
| 13                                  | Pologne     | 46,00  | 0        | 1      |
| 4, 11, 12 et 14 à 50 : aucune place |             |        |          |        |

### Qualifiés
Les neuf premiers championnats au classement EHF octroient une place en Ligue des champions à leur vainqueur. De plus, le championnat qui obtient le meilleur résultat en Ligue européenne sur les trois années précédentes obtient une place supplémentaire (notée LE dans le tableau ci-dessous).
Ainsi, conformément au coefficient EHF établi pour la saison 2023-2024, les champions nationaux suivants sont qualifiés :
| Rang | Pays       | Équipe                  | Statut                        |
| ---- | ---------- | ----------------------- | ----------------------------- |
| 1    | Norvège    | Vipers KristiansandT    | Champion de Norvège           |
| 2    | Hongrie    | Győri ETO KC            | Champion de Hongrie 2022-2023 |
| 3    | France     | Metz Handball           | Champion de France 2022-2023  |
| 5    | Danemark   | Team Esbjerg            | Champion du Danemark          |
| 6    | Roumanie   | CSM Bucarest            | Champion de Roumanie          |
| 7    | Monténégro | ŽRK Budućnost Podgorica | Champion du Monténégro        |
| 8    | Slovénie   | RK Krim                 | Champion du Slovénie          |
| 9    | Allemagne  | SG BBM Bietigheim       | Champion d'Allemagne          |
| LE   | Danemark   | Odense Håndbold         | Vice-champion du Danemark     |

### Équipes ayant sollicité une invitation
Parallèlement aux clubs directement qualifiés, sept places sont attribuées par l'EHF sur dossier (Wild-Card) en fonction de quatre critères :
- qualité de la salle (capacité, qualité du terrain, commodités pour les supporters et les médias, loges VIP...) ;
- contrats de diffusion TV des pays concernés ;
- performances dans les compétitions européennes dans le passé ;
- product management.

Les fédérations classées entre la 1re et la 30e place, hormis le Danemark qui compte déjà un deuxième qualifié automatique en vertu de ses performances en Ligue européenne, peuvent demander un surclassement (« upgrade ») pour une équipe qualifiée en Ligue européenne. Le 23 juin, la Fédération européenne de handball dévoile les huit équipes candidates à une invitation :
| Rang | Pays     | Équipe                   | Statut                                 | Décision   |
| ---- | -------- | ------------------------ | -------------------------------------- | ---------- |
| 1    | Norvège  | Storhamar Håndball       | Vice-champion de Norvège 2022-2023     | Non retenu |
| 1    | Norvège  | Sola HK                  | 3e du Championnat de Norvège 2022-2023 | Non retenu |
| 2    | Hongrie  | Ferencváros TC           | Vice-champion de Hongrie 2022-2023     | Retenu     |
| 2    | Hongrie  | Debreceni VSC            | 3e du Championnat de Hongrie 2022-2023 | Retenu     |
| 3    | France   | Brest Bretagne Handball  | Vice-champion de France 2022-2023      | Retenu     |
| 3    | France   | Neptunes de Nantes       | 3e du Championnat de France 2022-2023  | Non retenu |
| 5    | Danemark | Ikast Håndbold           | 3e du Championnat du Danemark          | Retenu     |
| 6    | Roumanie | Rapid Bucarest           | Vice-champion de Roumanie 2022-2023    | Retenu     |
| 10   | Suède    | IK Sävehof               | Champion de Suède                      | Retenu     |
| 12   | Croatie  | ŽRK Lokomotiva Zagreb    | Champion de Croatie                    | Non retenu |
| 13   | Pologne  | Zagłębie Lubin           | Champion de Pologne                    | Retenu     |
| 14   | Turquie  | Kastamonu Belediyesi GSK | Champion de Turquie                    | Non retenu |

## Phase de groupes
Les 16 équipes ont été réparties en 2 groupes de huit. En ce qui concerne la Hongrie et le Danemark, qui comptent trois clubs en phase de groupes, un maximum de 2 clubs de ces pays peuvent être tirés au sort dans le même groupe.
Lors de la phase de groupes, les équipes sont classées selon le nombre de points (2 points pour une victoire, 1 point pour un match nul, 0 point pour une défaite). A la fin de la phase de groupes, si deux équipes ou plus ont marqué le même nombre de points, le classement sera déterminé comme suit :
1. Le plus grand nombre de points dans les matchs entre les équipes directement impliquées
2. Différence de buts supérieure dans les matchs entre les équipes directement impliquées
3. Le plus grand nombre de buts marqués lors de matches entre les équipes directement impliquées
4. Différence de buts supérieure dans tous les matches du groupe
5. Le plus grand nombre de buts positifs dans tous les matches du groupe
6. Tirage au sort

Les équipes terminant premières ou deuxièmes de leur poule sont directement qualifiées pour les quarts de finale, les équipes classées de la 3e à la 6e place sont qualifiées pour les barrages et les équipes classées aux 7e et 8e places sont éliminées.

### Groupe A
|   | Équipe                  | Pts | J  | G  | N | P  | Bp  | Bc  | Diff | Dép |  | Résultats (dom.\ext.)   | Győr  | Ode.  | CSM   | Brest | Bie.  | Deb.  | Pod.  | Säv.  |
| - | ----------------------- | --- | -- | -- | - | -- | --- | --- | ---- | --- |  | ----------------------- | ----- | ----- | ----- | ----- | ----- | ----- | ----- | ----- |
| 1 | Győri ETO KC            | 23  | 14 | 11 | 1 | 2  | 432 | 356 | 76   | /   |  | Győri ETO KC            |       | 32-29 | 24-26 | 32-32 | 35-23 | 31-29 | 37-19 | 39-20 |
| 2 | Odense Håndbold         | 21  | 14 | 10 | 1 | 3  | 461 | 359 | 102  | /   |  | Odense Håndbold         | 30-31 |       | 29-25 | 29-29 | 33-30 | 42-29 | 39-24 | 40-22 |
| 3 | Brest Bretagne Handball | 17  | 14 | 7  | 3 | 4  | 399 | 367 | 32   | +5  |  | Brest Bretagne Handball | 23-24 | 25-26 |       | 24-21 | 38-28 | 37-30 | 20-20 | 28-23 |
| 4 | CSM Bucarest            | 17  | 14 | 8  | 1 | 5  | 414 | 366 | 48   | -5  |  | CSM Bucarest            | 23-27 | 28-24 | 28-30 |       | 29-29 | 31-28 | 44-26 | 35-26 |
| 5 | Debreceni VSC           | 15  | 14 | 7  | 1 | 6  | 394 | 414 | -20  | /   |  | Debreceni VSC           | 29-28 | 22-35 | 31-24 | 23-30 |       | 26-36 | 27-22 | 32-29 |
| 6 | SG BBM Bietigheim       | 14  | 14 | 7  | 0 | 7  | 414 | 402 | 12   | /   |  | SG BBM Bietigheim       | 26-34 | 25-28 | 34-30 | 26-24 | 27-31 |       | 34-16 | 30-21 |
| 7 | ŽRK Budućnost Podgorica | 5   | 14 | 2  | 1 | 11 | 311 | 433 | -122 | /   |  | ŽRK Budućnost Podgorica | 21-29 | 17-33 | 21-34 | 24-29 | 21-27 | 22-27 |       | 31-30 |
| 8 | IK Sävehof              | 0   | 14 | 0  | 0 | 14 | 342 | 470 | -128 | /   |  | IK Sävehof              | 26-29 | 20-22 | 20-25 | 26-41 | 27-36 | 29-33 | 23-27 |       |

### Groupe B
|   | Équipe               | Pts | J  | G  | N | P  | Bp  | Bc  | Diff | Dép |  | Résultats (dom.\ext.) | Esb.  | Metz  | Ika.  | Krim  | FTC   | Vip.  | Rapid | Lub.  |
| - | -------------------- | --- | -- | -- | - | -- | --- | --- | ---- | --- |  | --------------------- | ----- | ----- | ----- | ----- | ----- | ----- | ----- | ----- |
| 1 | Metz Handball        | 22  | 14 | 11 | 0 | 3  | 470 | 402 | 68   | +3  |  | Metz Handball         |       | 36-31 | 36-39 | 31-29 | 40-31 | 25-24 | 33-22 | 42-26 |
| 2 | Team Esbjerg         | 22  | 14 | 11 | 0 | 3  | 449 | 412 | 37   | -3  |  | Team Esbjerg          | 29-27 |       | 37-34 | 32-37 | 29-21 | 27-23 | 30-28 | 32-26 |
| 3 | Ikast Håndbold       | 21  | 14 | 10 | 1 | 3  | 476 | 435 | 41   | /   |  | Ikast Håndbold        | 35-34 | 34-35 |       | 30-26 | 33-32 | 28-28 | 30-29 | 41-29 |
| 4 | Vipers KristiansandT | 15  | 14 | 7  | 1 | 6  | 445 | 403 | 42   | /   |  | Vipers KristiansandT  | 34-36 | 37-38 | 31-32 |       | 29-23 | 37-26 | 35-30 | 28-24 |
| 5 | RK Krim              | 13  | 14 | 6  | 1 | 7  | 389 | 384 | 5    | /   |  | RK Krim               | 22-28 | 33-27 | 28-34 | 24-24 |       | 32-26 | 25-24 | 32-19 |
| 6 | Ferencváros TC       | 10  | 14 | 4  | 2 | 8  | 387 | 408 | -21  | /   |  | Ferencváros TC        | 25-38 | 28-33 | 37-36 | 27-35 | 26-28 |       | 24-24 | 35-22 |
| 7 | Rapid Bucarest       | 9   | 14 | 4  | 1 | 9  | 366 | 399 | -33  | /   |  | Rapid Bucarest        | 31-34 | 24-33 | 27-35 | 30-29 | 27-22 | 20-23 |       | 26-25 |
| 8 | Zagłębie Lubin       | 0   | 14 | 0  | 0 | 14 | 327 | 466 | -139 | /   |  | Zagłębie Lubin        | 24-30 | 24-36 | 26-35 | 20-34 | 18-36 | 23-35 | 21-24 |       |

## Phase à élimination directe
|  | Barrage | Barrage             | Barrage | Barrage      |    |                     | Quart de finale | Quart de finale | Quart de finale | Quart de finale |
|  |         |                     |         |              |    |                     |                 |                 |                 |                 |
|  |         |                     |         |              |    |                     |                 |                 |                 |                 |
|  | A5      | Debreceni VSC       | 28*     | 27           |    |                     |                 |                 |                 |                 |
|  | A5      | Debreceni VSC       | 28*     | 27           |    |                     |                 |                 |                 |                 |
|  | B4      | Vipers Kristiansand | 29      | 27*          |    |                     |                 |                 |                 |                 |
|  | B4      | Vipers Kristiansand | 29      | 27*          | B4 | Vipers Kristiansand | 23              | 26*             |                 |                 |
|  |         |                     |         |              | B4 | Vipers Kristiansand | 23              | 26*             |                 |                 |
|  |         |                     | A1      | Győri ETO KC | 30 | 24*                 |                 |                 |                 |                 |
|  |         |                     |         |              | 30 | 24*                 |                 |                 |                 |                 |
|  |         |                     |         |              |    |                     |                 |                 |                 |                 |
|  |         |                     |         |              |    |                     |                 |                 |                 |                 |
|  |         |                     |         |              |    |                     |                 |                 |                 |                 |

|  | Barrage | Barrage      | Barrage | Barrage       |    |              | Quart de finale | Quart de finale | Quart de finale | Quart de finale |
|  |         |              |         |               |    |              |                 |                 |                 |                 |
|  |         |              |         |               |    |              |                 |                 |                 |                 |
|  | B5      | RK Krim      | 24*     | 24            |    |              |                 |                 |                 |                 |
|  | B5      | RK Krim      | 24*     | 24            |    |              |                 |                 |                 |                 |
|  | A4      | CSM Bucarest | 30      | 30*           |    |              |                 |                 |                 |                 |
|  | A4      | CSM Bucarest | 30      | 30*           | A4 | CSM Bucarest | 24*             | 23              |                 |                 |
|  |         |              |         |               | A4 | CSM Bucarest | 24*             | 23              |                 |                 |
|  |         |              | B1      | Metz Handball | 27 | 29*          |                 |                 |                 |                 |
|  |         |              |         |               | 27 | 29*          |                 |                 |                 |                 |
|  |         |              |         |               |    |              |                 |                 |                 |                 |
|  |         |              |         |               |    |              |                 |                 |                 |                 |
|  |         |              |         |               |    |              |                 |                 |                 |                 |

|  | Barrage | Barrage           | Barrage | Barrage         |    |                   | Quart de finale | Quart de finale | Quart de finale | Quart de finale |
|  |         |                   |         |                 |    |                   |                 |                 |                 |                 |
|  |         |                   |         |                 |    |                   |                 |                 |                 |                 |
|  | A6      | SG BBM Bietigheim | 29*     | 31              |    |                   |                 |                 |                 |                 |
|  | A6      | SG BBM Bietigheim | 29*     | 31              |    |                   |                 |                 |                 |                 |
|  | B3      | Ikast Håndbold    | 28      | 31*             |    |                   |                 |                 |                 |                 |
|  | B3      | Ikast Håndbold    | 28      | 31*             | A6 | SG BBM Bietigheim | 30*             | 30              |                 |                 |
|  |         |                   |         |                 | A6 | SG BBM Bietigheim | 30*             | 30              |                 |                 |
|  |         |                   | A2      | Odense Håndbold | 26 | 32*               |                 |                 |                 |                 |
|  |         |                   |         |                 | 26 | 32*               |                 |                 |                 |                 |
|  |         |                   |         |                 |    |                   |                 |                 |                 |                 |
|  |         |                   |         |                 |    |                   |                 |                 |                 |                 |
|  |         |                   |         |                 |    |                   |                 |                 |                 |                 |

|  | Barrage | Barrage                 | Barrage | Barrage      |    |                | Quart de finale | Quart de finale | Quart de finale | Quart de finale |
|  |         |                         |         |              |    |                |                 |                 |                 |                 |
|  |         |                         |         |              |    |                |                 |                 |                 |                 |
|  | B6      | Ferencváros TC          | 28*     | 31           |    |                |                 |                 |                 |                 |
|  | B6      | Ferencváros TC          | 28*     | 31           |    |                |                 |                 |                 |                 |
|  | A3      | Brest Bretagne Handball | 30      | 26*          |    |                |                 |                 |                 |                 |
|  | A3      | Brest Bretagne Handball | 30      | 26*          | B6 | Ferencváros TC | 25*             | 24              |                 |                 |
|  |         |                         |         |              | B6 | Ferencváros TC | 25*             | 24              |                 |                 |
|  |         |                         | B2      | Team Esbjerg | 26 | 29*            |                 |                 |                 |                 |
|  |         |                         |         |              | 26 | 29*            |                 |                 |                 |                 |
|  |         |                         |         |              |    |                |                 |                 |                 |                 |
|  |         |                         |         |              |    |                |                 |                 |                 |                 |
|  |         |                         |         |              |    |                |                 |                 |                 |                 |

( ) = Tirs au but; ; * = Equipe qui reçoit

### Barrages
Les barrages aller ont lieu les samedi 16 et dimanche 17 mars 2024. Les matchs retour se déroulent la semaine suivante, les samedi 23 et dimanche 24 mars.
| Équipe            | Aller   | Total   | Retour  | Équipe                  |
| ----------------- | ------- | ------- | ------- | ----------------------- |
| Ferencváros TC    | 28 – 30 | 59 – 56 | 31 – 26 | Brest Bretagne Handball |
| SG BBM Bietigheim | 29 – 27 | 60 – 58 | 31 – 31 | Ikast Håndbold          |
| RK Krim           | 24 – 30 | 48 – 60 | 24 – 30 | CSM Bucarest            |
| Debreceni VSC     | 28 – 29 | 55 – 56 | 27 – 27 | Vipers Kristiansand     |

### Quarts de finale
Les quarts de finale aller sont prévus les 27 et 28 avril 2024 et les matchs retour la semaine suivante, les 4 et 5 mai.
| Équipe              | Aller   | Total   | Retour  | Équipe          |
| ------------------- | ------- | ------- | ------- | --------------- |
| Vipers Kristiansand | 23 – 30 | 49 – 54 | 26 – 24 | Győri ETO KC    |
| CSM Bucarest        | 24 – 27 | 47 – 56 | 23 – 29 | Metz Handball   |
| SG BBM Bietigheim   | 30 – 26 | 60 – 58 | 30 – 32 | Odense Håndbold |
| Ferencváros TC      | 25 – 26 | 49 – 55 | 24 – 29 | Team Esbjerg    |

Les Norvégiennes du Vipers Kristiansand, triple tenantes du titre, sont donc éliminées de la compétition. L'autre surprise est la qualification du club allemand du SG BBM Bietigheim, seulement sixième de sa poule, aux dépens de l'Odense Håndbold qui avait lui terminé deuxième.
| 27 avril 2024 18h00 | Vipers Kristiansand | 23 – 30  | Győri ETO KC | Aquarama Kristiansand, Kristiansand Affluence : 2 000 Arbitrage : Konjičanin, Konjičanin |
| 27 avril 2024 18h00 | Lysa Tchaptchet 5   | (9 – 15) | Ana Gros 6   | Aquarama Kristiansand, Kristiansand Affluence : 2 000 Arbitrage : Konjičanin, Konjičanin |
| 27 avril 2024 18h00 | ×3                  | EHF      | ×5 ×1        | Aquarama Kristiansand, Kristiansand Affluence : 2 000 Arbitrage : Konjičanin, Konjičanin |

| 4 mai 2024 18h00 | Győri ETO KC | 24 – 26   | Vipers Kristiansand | Audi Arena, Győr Affluence : 5 209 Arbitrage : Jurinović, Mrvica |
| 4 mai 2024 18h00 | Ana Gros 6   | (15 – 17) | Jamina Roberts 8    | Audi Arena, Győr Affluence : 5 209 Arbitrage : Jurinović, Mrvica |
| 4 mai 2024 18h00 | ×3           | EHF       | ×3                  | Audi Arena, Győr Affluence : 5 209 Arbitrage : Jurinović, Mrvica |

Le Győri ETO KC est qualifié sur un score total de 54 à 49.
| 28 avril 2024 16h00 | CSM Bucarest     | 24 – 27   | Metz Handball    | Polyvalent Hall, Bucarest Affluence : 5 000 Arbitrage : Doychinov, Goretsov |
| 28 avril 2024 16h00 | Cristina Neagu 9 | (14 – 15) | trois joueuses 7 | Polyvalent Hall, Bucarest Affluence : 5 000 Arbitrage : Doychinov, Goretsov |
| 28 avril 2024 16h00 | ×3               | EHF       | ×4               | Polyvalent Hall, Bucarest Affluence : 5 000 Arbitrage : Doychinov, Goretsov |

| 4 mai 2024 16h00 | Metz Handball     | 29 – 23   | CSM Bucarest     | Les Arènes, Metz Affluence : 4 935 Arbitrage : Antić, Jakovljević |
| 4 mai 2024 16h00 | Alina Grijseels 7 | (15 – 14) | Cristina Neagu 6 | Les Arènes, Metz Affluence : 4 935 Arbitrage : Antić, Jakovljević |
| 4 mai 2024 16h00 | ×4                | EHF       | ×2 ×3            | Les Arènes, Metz Affluence : 4 935 Arbitrage : Antić, Jakovljević |

Le Metz Handball est qualifié sur un score total de 56 à 47.
| 28 avril 2024 14h00 | SG BBM Bietigheim | 30 – 26   | Odense Håndbold | Arena Ludwigsburg, Louisbourg Affluence : 2 417 Arbitrage : Praštalo, Balvan |
| 28 avril 2024 14h00 | Antje Döll 8      | (15 – 12) | Andrea Aagot 6  | Arena Ludwigsburg, Louisbourg Affluence : 2 417 Arbitrage : Praštalo, Balvan |
| 28 avril 2024 14h00 | ×2 ×4             | EHF       | ×1 ×2           | Arena Ludwigsburg, Louisbourg Affluence : 2 417 Arbitrage : Praštalo, Balvan |

| 5 mai 2024 14h00 | Odense Håndbold | 32 – 30   | SG BBM Bietigheim | Sydbank Arena Odense, Odense Affluence : 2 253 Arbitrage : Weijmans, Wolbertus |
| 5 mai 2024 14h00 | Andrea Aagot 7  | (17 – 16) | Dulfer, Smits 7   | Sydbank Arena Odense, Odense Affluence : 2 253 Arbitrage : Weijmans, Wolbertus |
| 5 mai 2024 14h00 | ×2              | EHF       | ×2                | Sydbank Arena Odense, Odense Affluence : 2 253 Arbitrage : Weijmans, Wolbertus |

Le SG BBM Bietigheim est qualifié sur un score total de 60 à 58.
| 27 avril 2024 16h00 | Ferencváros TC | 25 – 26   | Team Esbjerg     | Érd Aréna, Érd Affluence : 2 000 Arbitrage : Ilieva, Karbeska |
| 27 avril 2024 16h00 | Andrea Lekić 7 | (11 – 13) | Henny Reistad 10 | Érd Aréna, Érd Affluence : 2 000 Arbitrage : Ilieva, Karbeska |
| 27 avril 2024 16h00 | ×1 ×3          | EHF       | ×3               | Érd Aréna, Érd Affluence : 2 000 Arbitrage : Ilieva, Karbeska |

| 5 mai 2024 16h00 | Team Esbjerg    | 29 – 24   | Ferencváros TC   | Blue Water Dokken, Esbjerg Affluence : 3 143 Arbitrage : Carmaux, Mursch |
| 5 mai 2024 16h00 | Sanna Solberg 6 | (17 – 10) | Katrin Klujber 8 | Blue Water Dokken, Esbjerg Affluence : 3 143 Arbitrage : Carmaux, Mursch |
| 5 mai 2024 16h00 | ×2              | EHF       | ×1 ×3            | Blue Water Dokken, Esbjerg Affluence : 3 143 Arbitrage : Carmaux, Mursch |

La Team Esbjerg est qualifié sur un score total de 55 à 49.

### Finale à quatre
La Finale à quatre (ou en anglais : Final Four) est programmée les 1er et 2 juin 2024 dans la MVM Dome de Budapest en Hongrie. 
Un tirage au sort effectué le 7 mai détermine les équipes qui s'affrontent en demi-finales.
|  | Demi-finales         | Demi-finales         |                        |    | Finale             | Finale             |
|  | Demi-finales         | Demi-finales         |                        |    | Finale             | Finale             |
|  |                      |                      |                        |    |                    |                    |
|  | 1er juin 2024, 15h00 | 1er juin 2024, 15h00 |                        |    | 2 juin 2024, 18h00 | 2 juin 2024, 18h00 |
|  | 1er juin 2024, 15h00 | 1er juin 2024, 15h00 |                        |    | 2 juin 2024, 18h00 | 2 juin 2024, 18h00 |
|  | Team Esbjerg         | 23                   |                        |    | 2 juin 2024, 18h00 | 2 juin 2024, 18h00 |
|  | Team Esbjerg         | 23                   |                        |    | 2 juin 2024, 18h00 | 2 juin 2024, 18h00 |
|  | Győri ETO KC         | 24                   |                        |    | 2 juin 2024, 18h00 | 2 juin 2024, 18h00 |
|  | Győri ETO KC         | 24                   | Győri ETO KC           | 30 |                    |                    |
|  | 1er juin 2024, 18h00 |                      | Győri ETO KC           | 30 |                    |                    |
|  |                      | SG BBM Bietigheim    | 24                     |    |                    |                    |
|  | Metz Handball        | SG BBM Bietigheim    | 24                     | 29 |                    |                    |
|  | Metz Handball        |                      |                        | 29 |                    |                    |
|  | SG BBM Bietigheim    | 36                   |                        |    |                    |                    |
|  | SG BBM Bietigheim    | 36                   | Match pour la 3e place |    |                    |                    |
|  |                      |                      |                        |    |                    |                    |
|  | 2 juin 2024, 15h00   |                      |                        |    |                    |                    |
|  |                      |                      |                        |    |                    |                    |
|  | Team Esbjerg         | 37                   |                        |    |                    |                    |
|  | Team Esbjerg         | 37                   |                        |    |                    |                    |
|  | Metz Handball        | 33                   |                        |    |                    |                    |
|  | Metz Handball        | 33                   |                        |    |                    |                    |

#### Demi-finales
| 1er juin 2024 15h00 | Team Esbjerg | 23 – 24  | Győri ETO KC        | MVM Dome, Budapest Affluence : 13 300 Arbitrage : Braseth, Sundet |
| 1er juin 2024 15h00 | Nora Mørk 6  | (9 – 13) | Estelle Nze Minko 6 | MVM Dome, Budapest Affluence : 13 300 Arbitrage : Braseth, Sundet |
| 1er juin 2024 15h00 | ×1 ×3        | EHF      | ×1 ×4               | MVM Dome, Budapest Affluence : 13 300 Arbitrage : Braseth, Sundet |

| 1er juin 2024 18h00 | Metz Handball         | 29 – 36 | SG BBM Bietigheim | MVM Dome, Budapest Affluence : 12 800 Arbitrage : Vujačić, Kažanegra |
| 1er juin 2024 18h00 | Burgaard, Valentini 5 | (15–14) | Xenia Smits 9     | MVM Dome, Budapest Affluence : 12 800 Arbitrage : Vujačić, Kažanegra |
| 1er juin 2024 18h00 | ×1 ×5                 | EHF     | ×2                | MVM Dome, Budapest Affluence : 12 800 Arbitrage : Vujačić, Kažanegra |

#### Match pour la3eplace
| 2 juin 2024 15h00 | Team Esbjerg     | 37 – 33 | Metz Handball      | MVM Dome, Budapest Affluence : 14 200 Arbitrage : Weijmans, Wolbertus |
| 2 juin 2024 15h00 | Mørk, Reistad 13 | (18–18) | Alina Grijseels 10 | MVM Dome, Budapest Affluence : 14 200 Arbitrage : Weijmans, Wolbertus |
| 2 juin 2024 15h00 | ×2 ×4            | EHF     | ×1 ×3              | MVM Dome, Budapest Affluence : 14 200 Arbitrage : Weijmans, Wolbertus |

#### Finale
| 2 juin 2024 18h00 | Győri ETO KC     | 30 – 24 | SG BBM Bietigheim | MVM Dome, Budapest Affluence : 18 500 Arbitrage : Lovin, Stancu |
| 2 juin 2024 18h00 | Brattset, Gros 6 | (17–12) | Sofia Hvenfelt 5  | MVM Dome, Budapest Affluence : 18 500 Arbitrage : Lovin, Stancu |
| 2 juin 2024 18h00 | ×2 ×5            | EHF     | ×2                | MVM Dome, Budapest Affluence : 18 500 Arbitrage : Lovin, Stancu |

## Meilleures buteuses
Au terme de la compétition, les meilleures buteuses sont :
| Rang | Joueuse            | Club                    | Buts | Tirs | %      | MJ | Moy. |
| ---- | ------------------ | ----------------------- | ---- | ---- | ------ | -- | ---- |
| 1    | Anna Viakhireva    | Vipers Kristiansand     | 113  | 167  | 67,7 % | 16 | 7,1  |
| 2    | Nora Mørk          | Team Esbjerg            | 110  | 163  | 67,5 % | 17 | 6,5  |
| 3    | Sarah Bouktit      | Metz Handball           | 107  | 138  | 77,5 % | 18 | 5,9  |
| 3    | Henny Reistad      | Team Esbjerg            | 107  | 162  | 66,0 % | 16 | 6,7  |
| 5    | Cristina Neagu     | CSM Bucarest            | 103  | 181  | 56,9 % | 17 | 6,1  |
| 6    | Valeriia Maslova   | Brest Bretagne Handball | 101  | 166  | 60,8 % | 15 | 6,7  |
| 7    | Markéta Jeřábková  | Ikast Håndbold          | 100  | 144  | 69,4 % | 16 | 6,3  |
| 7    | Kristina Jørgensen | Metz Handball           | 100  | 160  | 62,5 % | 18 | 5,6  |
| 7    | Katrin Klujber     | Ferencváros TC          | 100  | 198  | 50,5 % | 18 | 5,6  |
| 10   | Chloé Valentini    | Metz Handball           | 97   | 128  | 75,8 % | 18 | 5,4  |

## Les championnes d'Europe
| Champion d'Europe - Ligue des champions 2023-2024 Győri ETO KC 6e titre |

L'effectif du Győri ETO KC était :
| Gardiennes de but - 16 Silje Solberg - 30 Rinka Duijndam - 89 Sandra Toft Ailières gauches - 06 Nadine Schatzl - 23 Csenge Fodor Ailières droites - 22 Viktória Győri-Lukács - 26 Emilie Hovden | Pivots - 05 Linn Blohm - 07 Kari Brattset - 31 Yvette Broch Demi-centres - 15 Stine Bredal Oftedal - 27 Estelle Nze Minko - 81 Júlia Farkas | Arrières gauches - 02 Line Haugsted - 10 Bruna de Paula - 21 Veronica Kristiansen Arrières droites - 09 Ana Gros - 11 Ryu Eun-hee Entraîneurs - Ulrik Kirkely : jusqu'en mars 2024 - Attila Kun : de mars à juin 2024 |